# Bornholms Teater
Bornholms Teater er egnsteater for øen Bornholm. Det blev etableret i 2005. Dets teaterchef siden 2008 har været Jens Svane Boutrup.

## Formål og aktiviteter
Bornholms Teater har som formål at tilbyde teaterkunst af høj kvalitet, der samtidig har en solid forankring i bornholmsk kultur. Dette formål forsøger teatret at opfylde ved at producere egne teaterforestillinger, der bygger på bornholmske temaer, og ved et samarbejde med forskellige lokale foreninger, institutioner og kunstnere.
Teateret er bosat i den langt ældre og historiske teaterbygning Rønne Theater, der er bygget i 1823. Bornholms Teater, Rønne Theater, Teaterforeningen Bornholm og Bornholms Dramaskole er forskellige bornholmske teaterinstitutioner, der samarbejder om i fællesskab at kunne præsentere et varieret udbud af teaterforestillinger, teaterundervisning mv.

## Repertoire
Bornholms Teater har tidligere haft en tradition for at opføre den årlige Bornholmerrevyen. 2015-2017 blev den dog erstattet af en række Holberg-forestillinger, og fra 2019 satsede teatret på et nyt repertoire, blandt andet "Bornholmerkrøniken", som er nyskrevet dansk dramatik med et bornholmsk afsæt. I perioden 2013 til 2025 administrerede teatret en børneteaterordning, hvor øens børn og unge fik tilbudt teaterforestillinger som en del af deres undervisning eller pasning. Ordningen stod dog til at blive afskaffet i 2025 som følge af besparelser.